# Greene (CDP)
Greene ist ein Census-designated place (CDP) und das Hauptdorf der Town of Greene im Androscoggin County, Maine, Vereinigte Staaten. Der Ort liegt nordöstlich des Zentrums des Countys und im Zentrum der Town of Greene. Die U.S. Route 202 verläuft durch das Dorf und führt 11 km südwestlich ins Zentrum von Lewiston sowie etwa 35 km nordöstlich nach Augusta, der Hauptstadt des Bundesstaates.
Greene wurde erstmals vor der Volkszählung 2020 als CDP ausgewiesen.